# Spray River
Spray River är ett vattendrag i Kanada.   Det ligger i provinsen Alberta, i den centrala delen av landet, 3 000 km väster om huvudstaden Ottawa.
I omgivningarna runt Spray River växer i huvudsak barrskog. Runt Spray River är det ganska tätbefolkat, med 52 invånare per kvadratkilometer.